# William Croft
William Croft (battezzato il 30 dicembre 1678 – 14 agosto 1727) è stato un compositore e organista inglese.
Croft nacque nella Manor House nella contea di Warwick. Ricevette la sua prima istruzione nella Chapel Royal, sotto la guida del compositore John Blow, e vi rimase fino al 1698. Due anni più tardi divenne organista della St. Anne's Church a Soho. Nel 1707, assunse l'incarico di “Master of the Children” della Chapel Royal, che era rimasto vacante dopo il suicidio di Jeremiah Clarke. L'anno successivo, Croft prese il posto di Blow (che era morto in quegli anni) come organista dell'abbazia di Westminster. Compose la musica per il funerale della regina Anna (1714) e per l'incoronazione di Giorgio I (1715).
Nel 1724, Croft pubblicò una raccolta intitolata Musica Sacra, la prima collezione di musica da chiesa stampata in forma di spartito musicale. Contiene tra gli altri un Burial Service, scritto forse per la regina Anna o per il duca di Marlborough, che fin dall'epoca di Croft viene regolarmente suonato ai funerali di stato del Regno Unito. Poco dopo la sua salute iniziò a peggiorare, e Croft morì durante un soggiorno a Bath.
Una delle composizioni più note di Croft è l'inno “St. Anne” musicato sulle parole dell'inno O God, Our Help in Ages Past di Isaac Watts. Altri compositori a lui successivi hanno impiegato la melodia in alcune loro composizioni. Handel, per esempio, la usò per un inno intitolato O Praise the Lord. La fuga BWV 552 in Mi bemolle maggiore di Johann Sebastian Bach viene chiamata spesso “St. Anne”, a causa della somiglianza (in questo caso del tutto fortuita) del soggetto della fuga con la prima frase della melodia di Croft. Croft fu anche autore di diverse sonate per violino, che tuttavia non godono lontanamente della popolarità della sua musica religiosa, anche se sono state in incise in più di un'occasione nell'intento di mantenerne viva la memoria.